# Hajer Mustapha
Hajer Mustapha (Lione, 17 giugno 1994) è una taekwondoka francese.

## Palmarès
- Europei

Baku 2014: oro nei 46 kg;
Montreux 2016: argento nei 46 kg.